# 哈斯莫尔
哈斯莫尔是德国石勒苏益格－荷尔斯泰因州的一个市镇。总面积10.28平方公里，总人口291人，其中男性157人，女性134人（2011年12月31日），人口密度28人/平方公里。